# Back to sleep
Singles de Chris Brown
Gold Slugs
(2015) Fine by Me
(2015)
Back to Sleep, également connue sous le titre de la version censurée Sex You Back to Sleep, est une chanson du chanteur américain Chris Brown apparaissant sur son septième album Royalty, publiée le 5 novembre 2015. Trois remix de la chanson sont diffusés en 2016, l'un avec Usher et Zayn Malik, un autre avec Miguel, August Alsina et Trey Songz, et le dernier avec Tank, R. Kelly et Anthony Hamilton.

## Contexte
La chanson est composée par Chris Brown et August Rigo, et produite par Vinylz et Boi-1da. Elle est présentée en avant-première via SoundCloud le 5 novembre 2015, et est transmise à la radio quelques jours plus tard. 

## Composition
Le single est un slow jam RNB, qui évoque une relation sexuelle dans la nuit, avec des rythmes et des influences de funk, composé de sample de la chanson Sexual Healing de Marvin Gaye,.

## Clip
Son clip est publié le 14 décembre 2015 et montre une situation sexuelle intime entre Brown et sa petite-amie.

## Remix
Chris Brown publie trois remix de la chanson. Le premier est en collaboration avec les chanteurs Usher et Zayn Malik, publiée sous le titre Back to Sleep (Remix) le 26 février 2016 ; le remix comprend un nouveau couplet mentionnant Karrueche Tran, les couplets de Usher et Zayn et le reste de la chanson est complètement modifiée. Le deuxième remix est composé de Miguel, August Alsina et Trey Songz, publiée également sous le titre Back to Sleep (Remix) le 8 avril,, tandis que le troisième est publié le 10 avril sous le titre Back to Sleep (Legends Remix), avec les chanteurs Tank, R. Kelly et Anthony Hamilton. Le 15 juillet 2016, une autre version remixée est diffusée sous le titre Secret Garden Remix. La chanson contient des couplets de R. Kelly, Usher, Tank, et un couplet supplémentaire de l'acteur et chanteur Tyrese Gibson. Le 29 août 2016, la chanteuse Brandy Norwood partage une version de la chanson avec Brown.